# Багомедова, Марзигет Айдамирмагомедовна
Марзигет Айдамирмагомедовна Багомедова (азерб. Marziget Aydamirmaqomedovna Baqomedova; род. 25 сентября 1991, Махачкала, Дагестанская АССР) — российская, а впоследствии азербайджанская женщина-борец вольного стиля.

## Биография
Марзигет Багомедова родилась в Махачкале.

## Спортивная карьера
В составе сборной России является двукратной чемпионкой Европы среди кадетов 2007 и 2008. После чего перешла выступать за Азербайджан. Чемпионка мира среди юниоров — 2010, победительница международного турнира «Яшар Догу» — 2012, серебряный и бронзовый призёр чемпионата Европы среди юниоров — 2010, 2011. На чемпионате мира 2011 года в Стамбуле Марзигет заняла седьмое место. На чемпионате Европы 2012 года в Белграде заняла 8-е место.

## Личная жизнь
Младшая сестра — Патимат также борец вольного стиля, призёр чемпионата мира и Европы.